# Elyes Baccar
Elyes Baccar (Tunisi, 1º aprile 1971) è un regista tunisino.

## Biografia
Elyes Baccar nasce a Tunisi e in seguito si trasferisce in Francia, dove si diploma al Conservatoire Libre du Cinéma Français di Parigi. Realizza diversi cortometraggi, spettacoli teatrali e documentari. Nel 2006 vince l'Al-Jazeera Documentary Film Festival con Pakistan 7.6, premiato come miglior cortometraggio. Nel 2009 realizza il lungometraggio Mur de lamentations, che si aggiudica il Premio Speciale della giuria all'Osian Film Festival.

## Filmografia
- 1996 : Il vicolo cieco di Lost Time (Cortometraggio)
- 1998 : Ricorda (cortometraggio)
- 2004 : Lei e Lui (Film)
- 2006 : Sei giorni in Pakistan (Documentario)
- 2006 : Pakistan 7.6 (documentario)
- 2008 : Hissar (Documentario)
- 2008 : Il La Musica dice (Documentario)
- 2009 : Il Muro del Pianto (Documentario)
- 2012 : Rouge Parole (Documentario), prodotto da Akka Films
- 2015 : Cairo 30th (Documentario-fiction), prodotto da Gaia Productions e Polimovie International Pictures
- 2016 : Lost in Tunisia (Documentario) con Amira Derouiche
- 2017 : Tunisi by Night (Fiction) con Raouf Ben Amor, Helmi Dridi, Amira Chebli e Amel Hedhili